# Jacques Arago
Jacques Étienne Victor Arago (Estagel, 6 de marzo de 1790-Río de Janeiro, Brasil, 27 de noviembre de 1854) fue un novelista, autor dramático y explorador francés.

## Biografía
Era hijo de François Bonaventure Arago y uno de los cuatro hermanos Arago:
- François Arago (1786-1853), sabio y hombre político, el más famoso de los cuatro;
- Jean Arago (1788-1836), general al servicio de México;
- Jacques Arago (1790-1855), escritor y explorador;
- Étienne Arago (1802-1892), escritor y hombre político.

Como dibujante, acompaña Claude-Louis de Freycinet en su viaje en vuelta al mundo en 1817 a bordo del Uranie (ver Viaje de exploración científica), cuya tira de un libro de éxito, nombrado inicialmente Paseo en vuelta al mundo, y luego durante las reediciones Viaje en vuelta al mundo hecho por orden del Rey sobre los corbetas de S. M. el Uranie y la Física o Recuerdos de un ciego.
Resultado ciego en 1837, no continuó menos de viajar y de producir piezas de teatro. Su Viaje en vuelta al mundo, sin la letra A (1853), es un relato lipogramatico de sus peregrinaciones escritas sin la letra a (pero admite algún tiempo más tarde que uno le ha escapado en la palabra « estaría ».).

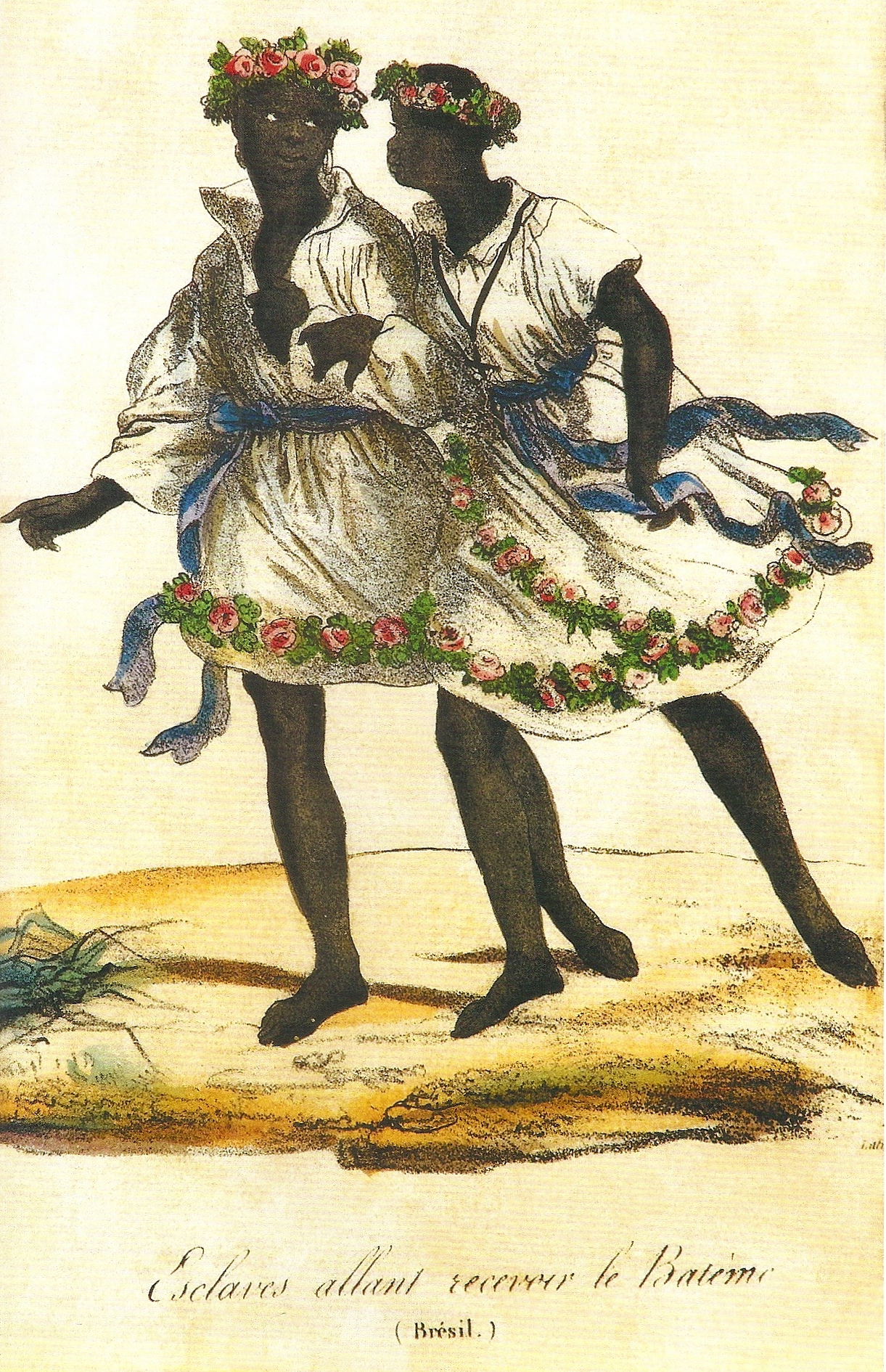
Esclavos que van a recibir el bautizo, estampe, 1822, Museo Afro Brasil
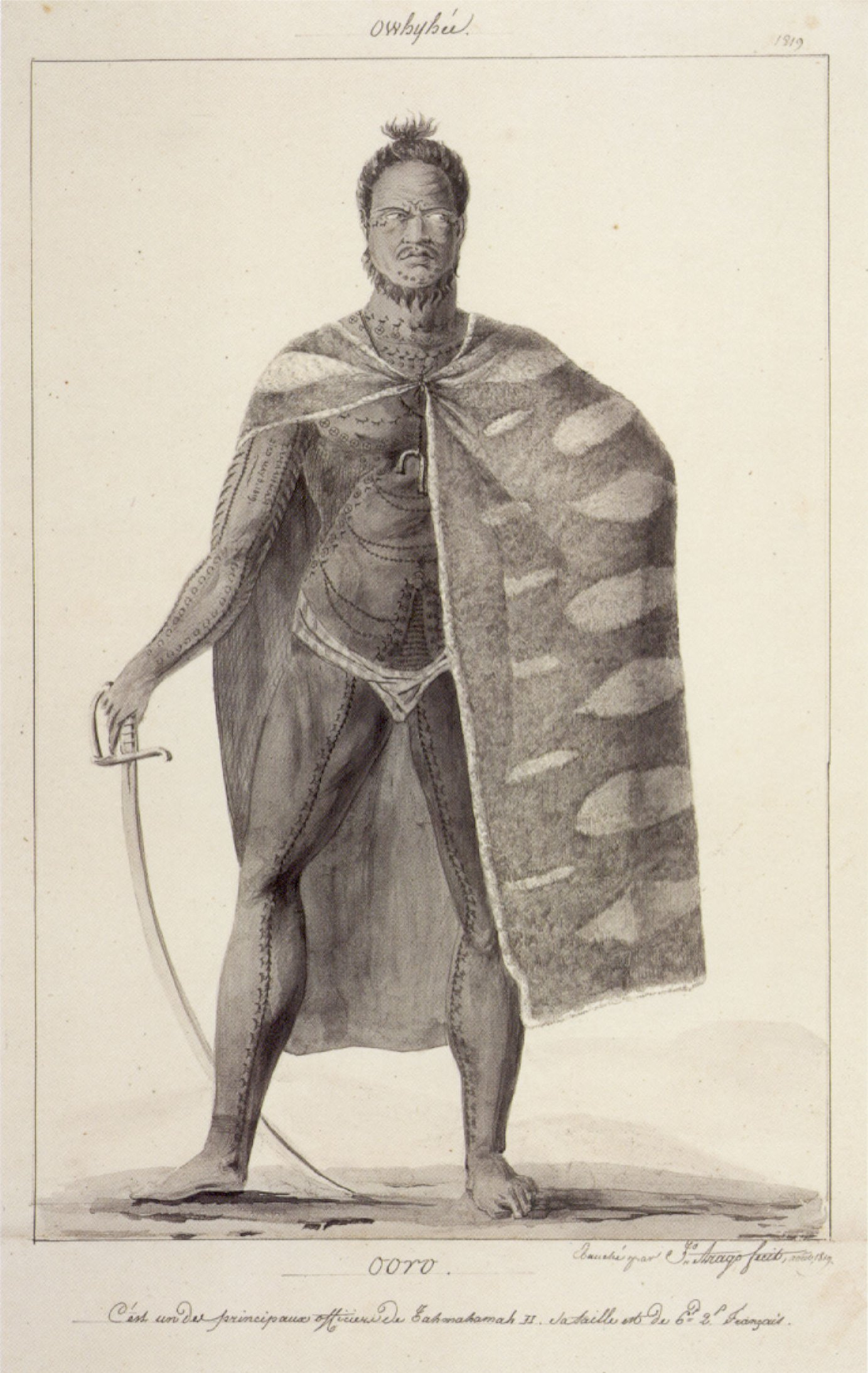
Dibujo de Jacques Arago (1819) : Ooro, uno de los principales oficiales de Kamehameha II. Conservado al Honolulu Academy of Artes.
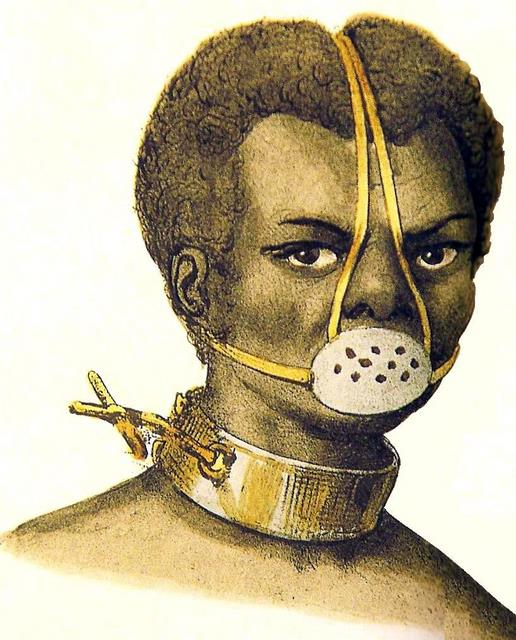
Castigo para esclavos, 1839, Museo Afro Brasil

## Obra

### Teatro
- Chabert, historia contemporánea en dos actos, mezclada de cantos, por Louis Lurine con Jacques Arago, según la novela de Honrado de Balzac: El Coronel Chabert  Teatro del Vaudeville, 2 de julio de 1832 ;
- El Premio de locura, vodevil con su hermano Étienne en 1833 o 1834 ;
- Los Papillotes, vaudeville con Ancelot en 1834 ;
- Un noviciat diplomático en 1834 ;
- El Cadet de Gascuña, vaudeville con L. Buquet en 1836 ;
- Un alumno de Roma, comedia-vaudeville en 1 acto con Varin y De Forjes en 1837 ;
- Un mes en Nápoles, vaudeville con Duplessy en 1837 ;
- Mademoiselle de Alvigny, teniente de dragones, vaudeville en 1838 ;
- El Camélia con Edouard Gouin en 1840 ;
- La Carcajada, drama en 3 actos con Ant. Martin en 1840 ;
- Mi amigo Cléobul, comedia-vaudeville en 1840 ;
- Un gran criminal con Varin y Auguste Lefranc en 1841 ;
- El Duque de Reichstadt, drama en 2 actos con Louis Lurine.

### Ensayo
- Paseos históricos, filosóficos y pintorescos en el departamento de Gironda
- Recuerdos de un ciego (1839)